# Juan Armet
Juan Armet de Castellví (Terrassa, 30 giugno 1895 – Madrid, 5 ottobre 1956) è stato un calciatore e allenatore di calcio spagnolo. Era soprannominato Kinké.

## Carriera
Nato in una famiglia aristocratica catalana, Juan Armet fu, assieme ai fratelli Francesc e Jordi, uno dei più importanti calciatori catalani dell'inizio del XX secolo.
Iniziò a giocare per l'Universitary, ma poi passò all'Espanyol dove già giocavano i suoi fratelli. A 22 anni si trasferì al Siviglia nel quale giocò per ben 10 anni, riuscendo a vincere 9 campionati andalusi.
Nel 1927 si ritira come calciatore e diventa allenatore. Tra le diverse squadre allenate da Armet ci fu anche il Real Madrid.
Armet giocò anche per la selezione di calcio della Catalogna con la quale vinse la Coppa del Principe delle Asturie.